# Telmatoscopus campanellus
Telmatoscopus campanellus är en tvåvingeart som beskrevs av Quate 1965. Telmatoscopus campanellus ingår i släktet Telmatoscopus och familjen fjärilsmyggor.
Artens utbredningsområde är Filippinerna. Inga underarter finns listade i Catalogue of Life.